# برکنریج (مینه‌سوتا)
برکنریج، مینه‌سوتا (به انگلیسی: Breckenridge, Minnesota) یک شهر در ایالات متحده آمریکا است که در مینه‌سوتا واقع شده‌است.

## خصوصیات
برکنریج ۶٫۳۷ کیلومترمربع مساحت و ۳٬۳۸۶ نفر جمعیت دارد و ۲۹۳ متر بالاتر از سطح دریا واقع شده‌است.